# École Normale de Musique de Paris
L'École Normale de Musique de Paris "Alfred Cortot" (ENMP) è uno dei conservatori più importanti di Parigi. Al momento della fondazione della scuola nel 1919 il termine école normale (scuola normale) significava un istituto di formazione per insegnanti e la scuola aveva lo scopo di formare insegnanti di musica e concertisti.
Situato nel XVII arrondissement di Parigi, fu fondato da Auguste Mangeot e dal pianista Alfred Cortot. È ufficialmente riconosciuto dal Ministero della Cultura e della Comunicazione ed è sotto il patrocinio del Ministero degli Affari Esteri. La scuola non è riconosciuta dal Processo di Bologna.

## Storia
La scuola fu fondata il 6 ottobre 1919 come istituzione privata dal pianista franco-svizzero Alfred Cortot e Auguste Mangeot, direttore della rivista Le Monde musical.
Nel 1927 la scuola si trasferì da un edificio in rue Jouffroy-d'Abbans al 114 bis di boulevard Malesherbes, un palazzo in stile Belle Époque della Marchesa di Maleissye, dove è tuttora situato.
Nel 1962 dopo la morte di Cortot, il compositore Pierre Petit divenne il nuovo direttore della scuola. Due anni dopo, nel 1964, il direttore Charles Münch fu nominato presidente della scuola. Nel 1968 Henri Dutilleux succedette a Münch come presidente e rimase in carica fino al 1974.

## Direzione
Il consiglio di amministrazione comprendeva musicisti di chiara fama tra cui Elliott Carter e Jean-Michel Damase. Dal 1º gennaio 2013 Françoise Noël-Marquis ha ricoperto la carica di direttore della scuola, sostituendo Henri Heugel.

## Sala Cortot
Nel 1929 il famoso architetto Auguste Perret, che era anche responsabile del Théâtre des Champs-Élysées, progettò una nuova sala da concerti da 500 posti per la scuola. Denominata "Salle Cortot" dal fondatore della scuola, la sala fu progettata in stile "Art Deco". Cortot una volta la descrisse come: "Una sala che suona come uno Stradivarius".
Nel 2001 fu effettuato un restauro della sala con il sostegno del Ministero della Cultura francese e Liliane Bettencourt. Oggi ospita oltre 160 concerti ed eventi musicali ogni anno. Sia la Salle Cortot che la scuola sono registrati come monumenti storici dall'Amministrazione francese.

## I Concerti di Midi et Demi
Ogni martedì e giovedì alle 12:30 (Midi et Demi) viene offerto dagli studenti della scuola di livello superiore e/o dai suoi professori un concerto gratuito alla Salle Cortot. L'idea del programma fu concepita da Jacques Lagarde nel 1981 e proseguita con la regia di Narcis Bonet. A partire dalla stagione concertistica 2012-2013 Véronique Bonnecaze è succeduta a Bonet come nuovo direttore artistico.

## Corsi pubblici di perfezionamento
Ogni anno viene annunciata una serie di corsi di perfezionamento pubblici con la partecipazione di famosi musicisti e artisti. Le lezioni si svolgono presso la Salle Cortot. Tra i maestri degni di nota che hanno dato lezioni figurano Alfred Cortot stesso, Samson François, Mstislav Rostropovich, Thomas Hampson e, più di recente, corsi di perfezionamento di Anne Queffélec, Inva Mula, Natal'ja Gutman, Karine Deshayes, François-René Duchâble, Vincent Le Texier e Mikhail Rudy.